# Onvoltooide obelisk
De onvoltooide obelisk is de grootste bekende oude obelisk en is gesitueerd in de noordelijke regio van de steengroeven van het oude Egypte in Aswan in Egypte. Archeologen menen dat farao Hatsjepsoet opdracht gaf om de obelisk te bouwen. Indien de Egyptische obelisk voltooid zou zijn zou deze een lengte hebben van 42 meter. De obelisk is bijna een derde langer dan enige andere opgerichte Egyptische obelisk. Archeologen speculeren dat de obelisk bedoeld was om de Lateraanse Obelisk (32 meter hoog) aan te vullen die oorspronkelijk bij Karnak stond. Andere archeologen suggereren dat farao Hatsjepsoet opdracht gaf om de obelisk te bouwen om haar zestiende jaar van regeren te vieren.

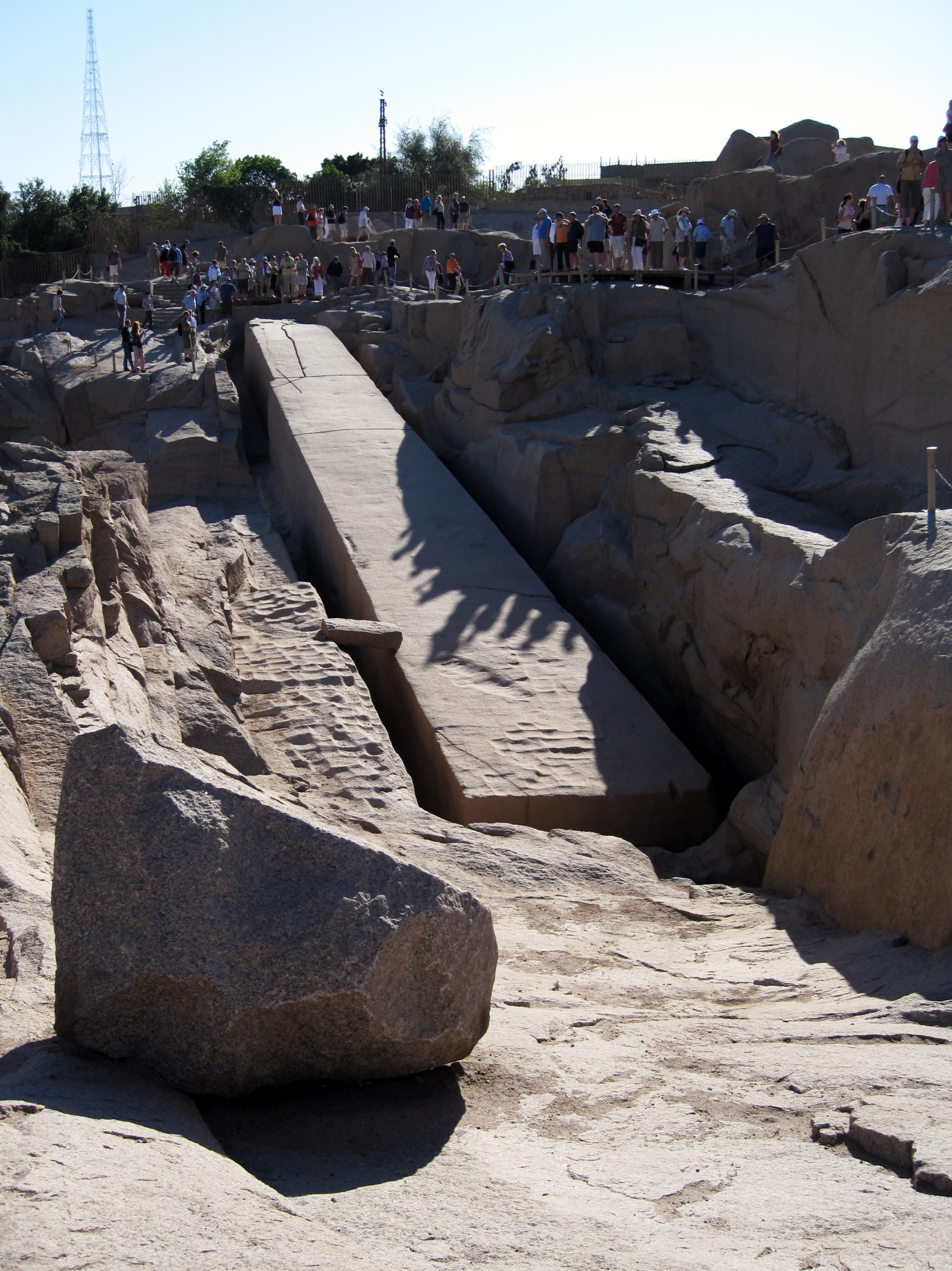
De onvoltooide obelisk van Aswan

De makers van de obelisk begonnen direct in het vaste gesteente te houwen, maar er ontstonden breuken in het graniet en het project werd verlaten. Aanvankelijk werd gedacht dat de steen een onopgemerkte barst had, maar het is ook mogelijk dat de steen scheurde door de spanningen ontstaan door het steenhouwen. De onderkant van de obelisk zit nog steeds vast aan het vaste gesteente. De onvoltooide obelisk toont ongebruikelijke inzichten in de oude Egyptische steenhouwtechnieken, doordat sporen van het gereedschap dat de werklieden gebruikten nog steeds duidelijk zichtbaar zijn, net als de okerkleurige lijnen die markeren waar ze aan het werk waren.
Behalve de onvoltooide obelisk werd een onvoltooide gedeeltelijk bewerkte obelisk-basis ontdekt in 2005 in de steengroeven van Aswan. Ook werden enkele rotstekeningen en overblijfselen ontdekt die kunnen overeenkomen met de plaats waar de meeste van de bekende obelisken uitgehouwen zijn. Al deze steengroeven in Aswan en de onvoltooide objecten zijn een openluchtmuseum en zijn officieel beschermd door de Egyptische regering als een archeologische vindplaats.